# Spirit Camera: The Cursed Memoir
Spirit Camera: The Cursed Memoir (яп. 心霊カメラ 〜憑いてる手帳〜 Синрэй камэра — Цуи тэру тэтё: / с яп. — «Спиритическая камера: Проклятый дневник») — компьютерная игра в жанре survival horror, разработанная японской студией Koei Tecmo и изданная компанией Nintendo. Является спин-оффом серии игр Fatal Frame. Была анонсирована 31 августа 2011 года в одном из выпусков игрового журнала Famitsu. Spirit Camera: The Cursed Memoir была выпущена для портативной игровой консоли Nintendo 3DS в Японии 12 января 2012 года, 13 апреля того же года — в Северной Америке, а 12 июня — в Европе.
Игровой процесс Spirit Camera: The Cursed Memoir использует технологии дополненной реальности: в качестве камеры, с помощью которой ведётся борьба с духами и призраками, выступает сама 3DS, а в комплекте с игрой идёт специальная книжка — при наведении камеры портативной консоли на её страницы игрок решает головоломки, проходит по сюжету и т. д. Главным героем игры выступает сам игрок. Согласно сюжету, он находит «Дневник лиц» — старую проклятую книгу, в глубинах которой обитает злой дух «Женщины в чёрном». Она забирает душу и лицо каждого, кто получит книгу в своё распоряжение. Мая, призрак молодой девушки, также запечатанный в книге, просит игрока помочь ей дать отпор Женщине в чёрном, чтобы спасти из плена книги все невинные души.
Spirit Camera: The Cursed Memoir получила преимущественно посредственные отзывы от игровых журналистов. Критики признали, что проект имеет любопытную концепцию, однако её реализация оставляет желать лучшего — Spirit Camera больше похожа на технодемо, чем на полноценную законченную компьютерную игру. Среди многочисленных недостатков Spirit Camera перечислялись плохая графика и анимации персонажей, скучный и клишированный сюжет, монотонные бои с призраками, короткая продолжительность игры, слишком простые в решении головоломки, постоянные сообщения о настройке калибровки экрана, слабое распознавание камеры и необходимость играть в хорошо освещённом помещении, которая противоречит атмосфере жанра ужасов.

## Игровой процесс

Скриншот Spirit Camera во время сражения с призраком. Верхний экран отображает окружение через камеры 3DS, нижний содержит дополнительную информацию. Элементы верхнего экрана по часовой стрелке: детектор призраков (когда враг находится в объективе, лампа загорается красным), шкала перезагрузки (атаковать можно только когда она полна; после атаки требуется некоторое время для перезарядки), шкала здоровья игрока (синяя), шкала здоровья призрака (красная).

Игровой процесс Spirit Camera: The Cursed Memoir использует технологии дополненной реальности: в качестве камеры-обскуры, с помощью которой ведётся борьба с духами и призраками, выступает сама Nintendo 3DS, а в комплекте с игрой идёт специальная книжка, Diary of Faces (с англ. — «Дневник лиц») — при наведении камеры портативной консоли на её страницы игрок решает головоломки, проходит по сюжету и т. д.. Фоном игрового пространства является окружение игрока в реальной жизни, которое отображается через внешние камеры 3DS. Иногда в сюжетном режиме необходимо проходить внутриигровые трёхмерные пространства. В обоих случаях для обзора используется гироскоп: чтобы посмотреть в ту или иную сторону, игроку требуется двигать портативную консоль, держа её в руках перед собой. В некоторых моментах от игрока будет требоваться, например, поворачиваться на 360°, чтобы отразить нападение призрака. Помимо этого, Spirit Camera поддерживает режим автостереоскопии, основную функцию 3DS.
Как и в других играх серии Fatal Frame, в Spirit Camera присутствует боевая система. Используя камеру-обскуру, то есть саму консоль, игрок сражается с призраками, фотографируя их для нанесения урона. Чтобы «атаковать», нужно навести внутриигровой объектив на противника и нажать L или R. В Spirit Camera есть несколько типов «линз», как и в прочих играх франшизы. По умолчанию используются «Zero Lens» (с англ. — «Нулевые линзы»), которые имеют дополнительную шкалу «Spirit Power» (с англ. — «Спиритическая сила»). Она необходима для нанесения дополнительного урона путём зажатия одной из соответствующих кнопок, когда призрак находится в объективе камеры. Как только шкала полностью заполнится, нужно отпустить кнопку и тогда урон от атаки будет в несколько раз больше обычного. Хотя другие линзы можно использовать во время боёв, они не несут дополнительных боевых функций и нужны для решения головоломок в сюжетном режиме. После каждого «удара» дух пропадает из поля зрения и появляется в другом месте, рядом с игроком или позади него, и чтобы вовремя оборониться от потенциальной атаки, необходимо поворачиваться вокруг своей оси с целью найти врага и атаковать его первым.
Всего на выбор доступно три режима игры:
- «Project Zero: The Diary of Faces» (с англ. — «Нулевой проект: Дневник лиц») — сюжетная кампания игры. Перед началом игра попросит сделать фотографию своего лица, которая позже будет использована в нескольких сценах истории. Во время прохождения этого режима игроку предстоит как сражаться с призраками, так и решать головоломки и загадки с использованием AR-книги («Дневника лиц»). После первого прохождения сюжетной кампании открывается дополнительный режим «Story Mode Extra» (с англ. — «Дополненный сюжетный режим»), где Мая предстаёт в альтернативном готическом костюме, добавлены дополнительные записки, а уровень сложности стал несколько выше;
- «Haunted Visions» (с англ. — «Призрачные видения») — набор из трёх мини-игр с использованием фоторежима консоли:
  - «Spirit Photography» (с англ. — «Спиритические фотография») — игрок делает фото с помощью камеры консоли, после чего на него добавляется случайный эффект для имитации спиритической фотографии;
  - «Spirit Check» (с англ. — «Поиск духов») — игрок делает фото себя или других людей, а игра выдаёт результат в виде описания того или иного призрака, которым якобы одержим человек;
  - «Spirit Challenge» (с англ. — «Вызов духов») — игрок делает фото себя или других людей, а затем сражается против призрака с лицом с фотографии;
- «Cursed Pages» (с англ. — «Проклятые страницы») — набор из четырёх мини-игр с использованием AR-книги: «Four Strange Masks» (с англ. — «Четыре странных маски»), «Haunted Doll» (с англ. — «Проклятая кукла»), «Boy in the Book» (с англ. — «Мальчик в книжке»), «Spirit House» (с англ. — «Дом духов»). Изначально доступны только первые две, остальные открываются по мере прохождения. Большая часть из этих мини-игр встречается в сюжетном режиме, не считая последней: в ней игрок ходит по внутриигровой локации наподобие игр в жанре рельсового шутера и снимает призраков, проходящих мимо.

### Diary of Faces
Важным компонентом Spirit Camera является специальная 16-страничная книжка, называемая в игре Diary of Faces, которая идёт в комплекте с игрой. Благодаря ей, ведётся повествование в сюжетном режиме; она также используется во время мини-игр в режиме «Cursed Pages». Игрок наводит камеру 3DS на страницы этой книги, после чего система консоли распознаёт их и выдаёт тот или иной результат, в зависимости от конкретной ситуации или режима игры. Например, в одном из эпизодов сюжетного режима необходимо пройти мини-игру в прятки: персонаж даёт игроку подсказки, на какой странице его следует искать, и при наведении камеры на правильный элемент определённой страницы игрок «находит» персонажа. AR-книга — неотъемлемая составляющая игры, без неё невозможно прохождение режима истории и некоторых мини-игр. Более того, для стабильной игры необходимо хорошее освещение, а сама книга должна быть в достаточно хорошем состоянии, чтобы камера консоли могла чётко распознавать страницы.

## Сюжет
Главным героем игры выступает сам игрок (далее — «Протагонист»). Согласно сюжету, ему пришла посылка без подписи, а внутри неё находился «Дневник лиц» — старая про́клятая книга. Протагонист, обладающий камерой-обскурой, наводит объектив на первую страницу, на которой начинают появляться слова «Я ждала», после чего протагониста «засасывает» внутрь Дневника лиц. Он попадает в старинный японский дом, где встречает Маю — призрак молодой девушки, некогда запечатанный в книге. Она не помнит ничего из своей старой жизни, кроме собственного имени. Мая рассказывает, что в глубинах Дневника лиц обитает злой дух «Женщины в чёрном». Он забирает душу и лицо каждого, кто получит книгу в своё распоряжение, и заточает их внутри книги.
Во время разговора они слышат стонущий мужской голос, просящий о помощи. Протагонист находит страницу с фотографией молодого мужчины. Мужчина пропадает с фотографии, и его дух нападает на протагониста. Одолев злого духа, протагонист находит записку, написанную от лица этого мужчины. Оказывается, мужчину зовут Кайто Хасэбэ, он рассказывает, что однажды потерял сестру, а затем нашёл несколько пурпурных цветов и книгу с пурпурной обложкой. Из письма выясняется, что о Дневнике лиц ходят городские легенды, но Кайто не верил в них и пытался разобраться с книгой, полагая, что она причастна к пропаже его сестры. Однако в конечном итоге он сам стал жертвой Женщины в чёрном. В ходе изучения Дневника протагонист и Мая обнаруживают, что на одной из страниц появилось лицо протагониста без глаз и рта — сигнал, что проклятье книги вступило в действие. Они решают объединиться, чтобы спастись от неминуемой участи.
Вместе они изучают остальные страницы Дневника в поисках информации о других жертвах проклятия, надеясь таким образом найти способ избежать его. Они встречают души других людей, среди которых Сиори, сестра Кайто, а также выясняют, что Женщина в чёрном — это часть личности Маи. Когда-то давно Мая была избрана в качестве жертвы религиозного ритуала в некоей деревне. Для этого её растили в одиночестве, а единственным спутником девушки был пурпурный дневник. Мая придумала себе вымышленную подругу, с которой общалась через книгу. Когда ей исполнилось 15, жители деревни начали проведение ритуала, который, как они надеялись, избавит деревню от «Тьмы», из-за которой жители заболевали и погибали. Глаза и рот Маи были зашиты во время ритуала, но он так и не был завершён из-за связи девушки с выдуманной подругой. В конечном итоге тьма поглотила деревню, а дух Маи разделился на две сущности: саму Маю, потерявшую память об этих событиях, и Женщину в чёрном, её злую часть, с которой она общалась через дневник. Вспомнив это, Мая решает, что остановить проклятие можно, если она воссоединиться с другой своей частью. Благодаря помощи протагониста ей удаётся это, и Мая закрывает связь Дневника лиц с внешним миром, чтобы больше никто не пострадал.

## Разработка и выход
Spirit Camera: The Cursed Memoir была анонсирована 31 августа 2011 года в одном из выпусков игрового журнала Famitsu. В статье, опубликованной в журнале, указывалось, что разработкой Shinrei Camera (название игры на японском) занимается та же команда, что отвечала за предыдущие части Fatal Frame, и что у новой игры будет три режима: один сюжетный и два с мини-играми. Отмечалось, что основной особенностью проекта станет использование технологий дополненной реальности — в комплекте с игрой будет идти AR-книга, с помощью которой и будет проходить игровой процесс. Дата выхода раскрыта не была. 12 сентября 2011 года Nintendo во главе с генеральным директором компании Сатору Иватой провела в Токио «Nintendo 3DS Conference 2011» — мероприятие в преддверии Tokyo Game Show. Помимо подробностей о новых расцветках 3DS и оглашения примерных дат выхода других игр для портативной консоли, было подтверждено, что Shinrei Camera будет издана самой Nintendo. Позже, уже на самом Tokyo Game Show, который проходил с 15 по 18 сентября, был показан дебютный трейлер хоррора. 27 декабря в рамках трансляции Nintendo Direct вышел второй трейлер игры, длительностью в четыре минуты, в конце которого была анонсирована дата выхода в Японии — 12 января 2012 года. За несколько дней до релиза для продвижения Shinrei Camera в Японии Nintendo выпустила короткометражный фильм продолжительностью в 12 минут.
17 января 2012 года, через несколько дней после релиза в Японии, Nintendo of America анонсировала выход игры в Северной Америке. Проект получил новое локализованное на английский название, Spirit Camera: The Cursed Memoir, а датой выхода было обозначено 13 апреля 2012 года, «пятница, 13». Чуть позже журналисты нашли упоминание и европейского релиза в финансовом отчёте Nintendo, где этот релиз был намечен на 2012 год, но без конкретной даты. Во время трансляции Nintendo Direct 22 февраля был показан первый английский трейлер Spirit Camera: The Cursed Memoir, а дата выхода в Европе была обозначена на второй квартал 2012. 30 марта Nintendo организовала превью Spirit Camera в городе Сан-Франциско, в отеле «Сан-Ремо». Любой желающий старше 18 лет, а также представители прессы, могли опробовать игру до её релиза. Отель «Сан-Ремо» был выбран не случайно: среди людей, верящих в паранормальные явления, ходят слухи, что в этой гостинице обитают призраки. Игра была продемонстрирована на выставке PAX East 6 апреля 2012 года, за неделю до выхода. Как и было запланировано, выход в Северной Америке состоялся 13 апреля, а для продвижения был выпущен ещё один трейлер. Одновременно с релизом в Северной Америке Nintendo анонсировала, что выход игры в Европе состоится 29 июня. Помимо Spirit Camera: The Cursed Memoir 29 июня также вышло европейское издание Fatal Frame II: Crimson Butterfly для стационарной консоли Nintendo Wii.

## Восприятие
| Сводный рейтинг       | Сводный рейтинг |
| Агрегатор             | Оценка          |
| --------------------- | --------------- |
| GameRankings          | 58,57 %         |
| Metacritic            | 54/100          |
| «Критиканство»        | 44/100          |
| Иноязычные издания    |                 |
| Издание               | Оценка          |
| CGM                   | 6/10            |
| Destructoid           | 1/10            |
| Game Informer         | 5/10            |
| GamesRadar+           | [ 39 ]          |
| IGN                   | 5,5/10          |
| Nintendo Life         | [ 41 ]          |
| Nintendo World Report | 4/10            |
| VentureBeat           | 59/100          |
| Pocket Gamer          | [ 44 ]          |
| Русскоязычные издания |                 |
| Издание               | Оценка          |
| «Мир фантастики»      | 6/10            |
| «Страна игр»          | 2,5/10          |

### Списки и рейтинги
Spirit Camera: The Cursed Memoir получила в целом посредственные оценки от игровых журналистов. Рейтинг игры на агрегаторе Metacritic составил 54 балла из возможных 100 на основе 9 рецензий, 5 из которых были смешанными, 4 — негативными. Общий рейтинг Spirit Camera: The Cursed Memoir на агрегаторе «Критиканство», подсчитываемый на основе рецензий русскоязычных изданий, составил 44 балла из 100 на основе 3 обзоров: 2 смешанных и 1 негативного.

### Продажи
Согласно данным, опубликованным в 2013 году в спецвыпуске японского журнала Famitsu — Famitsu Game Hakusho — продажи Spirit Camera: The Cursed Memoir в Японии составили 40 827 проданных единиц.

### Рецензии англоязычной прессы
Фил Браун из Computer Games Magazine написал наиболее положительную рецензию на игру. Он похвалил разработчиков за оригинальность концепта игры Spirit Camera, которую назвал «технически новаторской игрой в жанре хоррор» и «невероятным сочетанием внутриигрового дизайна и элементов реальной жизни, дающим совершенно оригинальные ощущения». Историю он оценил как типичную для j-horror: достаточно простую, чтобы понимать суть происходящего, но слишком сложную для полного понимания всего сюжета в целом. Журналист отметил, что, несмотря на выход игры на портативном устройстве, в неё не получится играть на ходу: игровой процесс требует от играющего поворачивать 3DS на 360°, как во внутриигровых уровнях, так и во время взаимодействий с реальным миром. Среди минусов он перечислил слишком малое количество контента для игры ценой 40 долларов, её быстропроходимость и баги.
Филип Джей Рид из Nintendo Life назвал проект «призраком гораздо более лучшей игры». Обозреватель заметил, что хоть Spirit Camera и является спин-оффом серии Fatal Frame, это не прослеживается ни в названии, ни в самой игре, за исключением нескольких отсылок на другие игры серии, и поэтому Spirit Camera хорошо подойдёт для игроков, незнакомых с франшизой. По словам критика, где-то в глубине проекта прячется «зародыш отличной идеи», однако реализация игрового процесса ужасна и представляет собой «абсолютный бардак» из постоянных сообщений о настройке калибровки экрана, слабого распознавания камеры и необходимости играть в хорошо освещённом помещении, противную самому жанру хоррора. В конце обзора Рид приходит к выводу, что Spirit Camera больше похожа на технодемо, чем на полноценную игру.
Самую низкую оценку игре — 1 балл из 10 возможных — поставила Джеймс Стефани Стерлинг из Destructoid. Как и её коллеги из других изданий, одним из самых существенных недостатков игры Стерлинг назвала необходимость играть при свете, что разрушает всю атмосферу хоррора. Резкой критике подверглись как сюжет игры, который рецензентка сочла скучным и состоящим из клише азиатских фильмов ужасов, так и игровой процесс. При очень слабой камере 3DS необходимость взаимодействовать с физической книжкой «просто-напросто не вызывает веселья», а боевая система с призраками довольно быстро начинает надоедать своей монотонностью — Стерлинг даже сравнила её со встроенной в 3DS AR-игрой Face Raiders в пользу последней. К неудавшимся элементам Spirit Camera были также причислены графика и анимация персонажей.

### Рецензии русскоязычной прессы
Михаил Шкредов из IXBT.games посчитал причиной выхода Spirit Camera: The Cursed Memoir желание Nintendo привлечь новую аудиторию к своей игровой платформе. В отличие от западных обозревателей, Шкредов был впечатлён сюжетом игры, назвав его «захватывающим, [но] немного грустным», а также остался доволен реализацией возможностей 3DS, которую назвал «без преувеличения, идеальной», и передачей атмосферы ужаса, даже с учётом яркого освещения. Однако Михаил отметил, что «ни один из аспектов игровой механики не получил должного развития». К минусам Spirit Camera он отнёс короткую продолжительность игры, очень простые в решении головоломки и «много дополнительных условий» для комфортной игры. Тем не менее, журналист посчитал, что при всём, что предлагает игра, она едва ли оправдывает свою стоимость.
Ксения Аташева из «Мира фантастики» подошла к оценке игры более критически. Она посчитала, что портативные консоли хорошо подходят для игр наподобие Project Zero, а Koei Tecmo смогли придумать простую, но «вменяемую» историю для Spirit Camera. Боевую систему она назвала «простой до неприличия», но похвалила саму игру и идущую в комплекте AR-книжку за атмосферность. Но метод игры с AR-книжкой был раскритикован: камера 3DS распознаёт страницы только при хорошем освещении, в то время как внутриигровые видеоролики очень тёмные и при ярком освещении происходящее на экране «почти не видно». Аташева посчитала, что проект получился занятным, но недотягивающим до звания полноценной игры стоимостью в 50 долларов. В целом она охарактеризовала Spirit Camera как «непростительно примитивный, короткий и лёгкий в прохождении ужастик, мастерски использующий все фишки Nintendo 3DS».
Из российских рецензентов наиболее негативный обзор принадлежит Сергею Цилюрику из «Страны игр». Он назвал концепцию Spirit Camera интересной, однако посчитал, что конечная её реализация едва дотягивает до звания полноценной игры. Цилюрик раскритиковал графику и посчитал, что борьба с призраками в обстановке квартиры игрока не способствует созданию специфической атмосферы жанра ужасов, а призраки отображаются непропорционально окружению в реальном мире. Игровой процесс также подвергся критике: «самая физически неудобная игра из всех, которые мне встречались». К неудачным элементам он причислил английскую озвучку, локализацию с японского, сюжет игры, полный скучных диалогов «ни о чём» и «бесконечным разжёвыванием банальнейших пошлостей». В рамках «Страны игр» Сергей поставил оценку в 2,5 балла из 10, но в своём личном блоге снизил её до 2 баллов.